# Municipio de Otter (Arkansas)
El municipio de Otter (en inglés: Otter Township) es un municipio ubicado en el condado de Saline en el estado estadounidense de Arkansas. En el año 2010 tenía una población de 10998 habitantes y una densidad poblacional de 169,23 personas por km².

## Geografía
El municipio de Otter se encuentra ubicado en las coordenadas 34°35′32″N 92°24′7″O / 34.59222, -92.40194. Según la Oficina del Censo de los Estados Unidos, el municipio tiene una superficie total de 64.99 km², de la cual 64.74 km² corresponden a tierra firme y (0.38%) 0.25 km² es agua.

## Demografía
Según el censo de 2010, había 10998 personas residiendo en el municipio de Otter. La densidad de población era de 169,23 hab./km². De los 10998 habitantes, el municipio de Otter estaba compuesto por el 84.22% blancos, el 9.01% eran afroamericanos, el 0.75% eran amerindios, el 1.07% eran asiáticos, el 0.04% eran isleños del Pacífico, el 2.73% eran de otras razas y el 2.18% pertenecían a dos o más razas. Del total de la población el 5.19% eran hispanos o latinos de cualquier raza.